# Kappåijaure
Kappåijaure är en sjö i Kiruna kommun i Lappland och ingår i Skjomavassdragets huvudavrinningsområde. Sjön har en area på 0,333 kvadratkilometer och ligger 682,6 meter över havet. Kappåijaure ligger i Pältsa Natura 2000-område.

## Delavrinningsområde
Kappåijaure ingår i det delavrinningsområde (767589-167929) som SMHI kallar för Mynnar i Norge. Medelhöjden är −999 meter över havet och ytan är 168,27 kvadratkilometer. Räknas de 2 avrinningsområdena uppströms in blir den ackumulerade arean 249,82 kvadratkilometer. Avrinningsområdets utflöde Stordalselva (Doggejohka) mynnar i havet. Avrinningsområdet består mestadels av öppen mark (91 procent). Avrinningsområdet har 0,96 kvadratkilometer vattenytor vilket ger det en sjöprocent på 0,6 procent.